# Ti aspetterò all'inferno
Ti aspetterò all’inferno (Brasil: Encontro no inferno ) é um filme italiano de 1960, em preto e branco, dirigido por Piero Regnoli, roteirizado por Dario Ferra, Piero Regnoli e Arpad de Riso, música de Giuseppe Piccillo.

## Sinopse
Dois homens fugitivos, após um assalto a uma joalheria, se hospedam em uma estalagem onde passam a perceber sinais da presença do companheiro que pensam ter morrido nas areias movediças de um pântano.

## Elenco
- Eva Bartok...... Danielle
- John Drew Barrymore....... Walter
- Massimo Serato....... Al
- Renato Terra
- Renato Chiantoni....... Paco
- Barbara Francia
- Moira Orfei....... Anouk
- Mario Passante
- Antonio Pierfederici....... Jules